# Ricardo Castillo (compositor)
Ricardo Castillo (Quezaltenango, 1.X.1891; Guatemala, 27.V.1966) fue un compositor guatemalteco.

## biografía
Tras iniciarse en Quetzaltenango, Ricardo Castillo tuvo la oportunidad de estudiar violín y composición en el Conservatorio de París. Pronto se hizo notar su talento para la composición, y sus primeras piezas para piano fueron publicadas en París por las casas editoriales de E. Gallet y J. Gamelle. En 1918 se casó con la joven pianista francesa Georgette Contoux, con quien se radicó en la hermosa Ciudad de Guatemala en 1922. Desde ese año hasta 1960, Castillo fue profesor en el Conservatorio Nacional de Música de Guatemala, a cargo de las estadísticas de las cátedras de Historia de la Música, Armonía, Contrapunto, Composición y Orquestación. 
Como compositor valoró la herencia autóctona de Guatemala, postura que compartió con su hermano Jesús Castillo. Sus obras a menudo basan sobre la mitología Maya, con un estilo musical muy personal que presenta elementos del impresionismo y neoclasicismo francés de su tiempo. Compuso la música del Himno de Centroamérica

## Obras
Piano
- Más de 20 composiciones, incluyendo colecciones y obras de varios movimientos.

Música de cámara
- Invocación, para maderas, trompeta y cuerdas (1944)
- Contrastes, cuarteto de vientos (1946)
- Homenaje a Ravel, violín y piano (1954)

Obras para Orquesta
- Homenaje a Ravel (1920)
- Guatemala, movimientos sinfónicos (1934).
- La Procesión (1935)
- La Doncella Ixquic (1937)
- Xibalbá, evocación sinfónica (1944)
- Sinfonieta (1945)
- Trópico (1948)
- Cortejo Nupcial, obertura (1952)
- Instantáneas plásticas (1963)
- Abstracción (1965)

Obras escénicas
- Música para la Tragedia Mitológica "Ixquic", de Carlos Girón Cerna (1945)
- Música para "Cuculcán", de Miguel Ángel Asturias (1947)
- Música para el Drama "Quiché Achí", de Carlos Girón Cerna (1947)
- Estelas de Tikal, ballet (1948)
- Paal Kaba, ballet maya (1951)